# Basilique Notre-Dame-de-Guadalupe de Mexico
Pour les articles homonymes, voir Basilique Notre-Dame de Guadalupe (homonymie).
La basilique Notre-Dame-de-Guadalupe est une basilique catholique consacrée à la Vierge de Guadalupe, située dans le sanctuaire marial de Notre-Dame de Guadalupe, autour de la colline de Tepeyac, au nord de Mexico.
Cette église moderne a été construite en 1976 pour permettre d'accueillir un plus grand nombre de pèlerins que dans la Vieille Basilique de Notre-Dame de Guadalupe, devenue trop petite et qui menaçait de s'effondrer. L'église a une capacité de 10 000 places et le nombre de fidèles peut être porté à 100 000 en utilisant les différentes chapelles, ainsi que l'atrium et l'esplanade devant l'église. Le site rassemble régulièrement plusieurs millions de visiteurs lors des grands événements (en particulier autour du 12 décembre, pour la fête de Notre-Dame de Guadalupe), et près de 20 millions de pèlerins se rendent tous les ans dans cette basilique, ce qui en fait le monument catholique le plus visité après la cité du Vatican.
L'église expose la tunique de Juan Diego Cuauhtlatoatzin où s'est imprimée l'image de la Vierge Marie, à la suite de son apparition à cet indigène. Cette église a une forme circulaire de 100 mètres de diamètre, avec un toit couvert de plaques de cuivre (devenu vert avec le temps) dont la forme évoque une tente.
L'église, construite et financée par l’Église catholique, a été nationalisée par le gouvernement mexicain, du fait d'anciennes lois anticléricales datant du début du XXe siècle.

## Historique

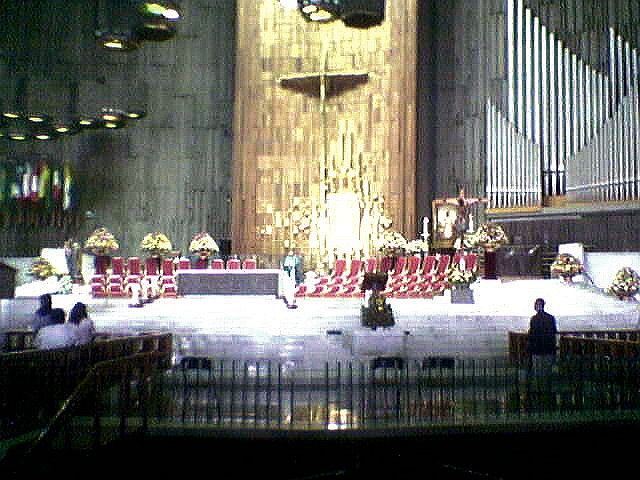
Intérieur de la basilique de Notre-Dame de Guadalupe.

Cette église fait partie du sanctuaire marial de Notre-Dame de Guadalupe à Mexico, le bâtiment est situé à l'ouest de l'« atrium des Amériques » et au sud de la colline de Tepeyac. Le bâtiment a été construit pour répondre à la nécessité de conserver l'image de Notre-Dame de Guadalupe, de permettre l'accès à un plus grand nombre de pèlerins et à l'instabilité de l'ancienne basilique qui rendait son utilisation dangereuse. Le nouveau bâtiment a été conçu par les architectes : Pedro Ramírez Vázquez, José Luis Benlliure, Alejandro Schoenhofer, Fray Gabriel Chávez de la Mora (es) et Javier García Lascuráin. Sa construction a commencé en 1974 et a pris fin en 1976. La consécration de l'église se déroule le 12 octobre 1976,,.
En 1980, Schulemburg, dernier abbé de la basilique, a demandé à Pedro Medina Guzmán de réaliser une peinture murale pour le tabernacle. L’œuvre intitulée « Le don de la résurrection » a été terminée la même année. Les peintures murales réalisées dans les cryptes sur le thème des apparitions de la Vierge de Guadalupe à San Juan Diego ont été réalisées par le même artiste.
La basilique guadalupéenne accueille près de 20 millions de pèlerins par an. Cette église est la seconde église catholique la plus visitée au monde après la basilique Saint-Pierre de Rome,,.
Du fait des lois anticléricales héritées de la révolution et du début du XXe siècle, la construction de 1976 n'a pas été inscrite au registre public comme « propriété de l’Église ». Une nouvelle loi sur les associations religieuses et les cultes en 1992 prévoit que « la propriété des églises construites avant 1992 revient à l’État fédéral ». Le 6 avril 2016, la presse mexicaine a rapporté que « ni l’épiscopat mexicain, ni l’archidiocèse de Mexico ne feront opposition contre la nationalisation de la basilique Notre-Dame de Guadalupe ». Si la propriété est transmise à l’État, son usage reste au profit du culte, sous la responsabilité de l'archidiocèse de Mexico.

## Description
Cette église, qui est la plus récente des églises consacrées à Notre-Dame de Guadalupe dans le sanctuaire marial de Notre-Dame de Guadalupe de Mexico, est consacrée le 12 octobre 1976 par Mgr Miguel Darío Miranda y Gómez, archevêque de Mexico. La fonction principale du bâtiment est d'« accueillir les milliers de pèlerins du monde entier venus visiter l'image de Notre-Dame de Guadalupe ». Pour cette raison, le bâtiment est conçu sous la forme d'un socle circulaire de 100 mètres de diamètre, permettant à un plus grand nombre de visiteurs de participer aux célébrations liturgiques. D'autre part, la forme circulaire renvoie également à l'idée de « l'universalité de Dieu ».
La toiture, évoquant « une grande tente », fait référence à la « tente de la rencontre » que les Juifs utilisaient durant leur exode dans le désert, mais également, cette « tente » est une forme symbolisant le manteau de la Vierge, qui protège le visiteur.
La grande colonne servant d'axe mesure 42 mètres de haut et contient à l'intérieur des bureaux administratifs de la basilique,.
Du fait que l'intérieur soit circulaire et libre de tout pilier porteur, il est possible de voir l'image de la Vierge de Guadalupe de tous les points intérieurs de la basilique. Cette image est située derrière l'autel, sous une croix de grande dimension. Pour permettre aux pèlerins de s'approcher de l'image sans gêner les célébrations, une passerelle a été construite sous l'autel avec des tapis roulants permettant aux visiteurs d'approcher au plus près de l'image.

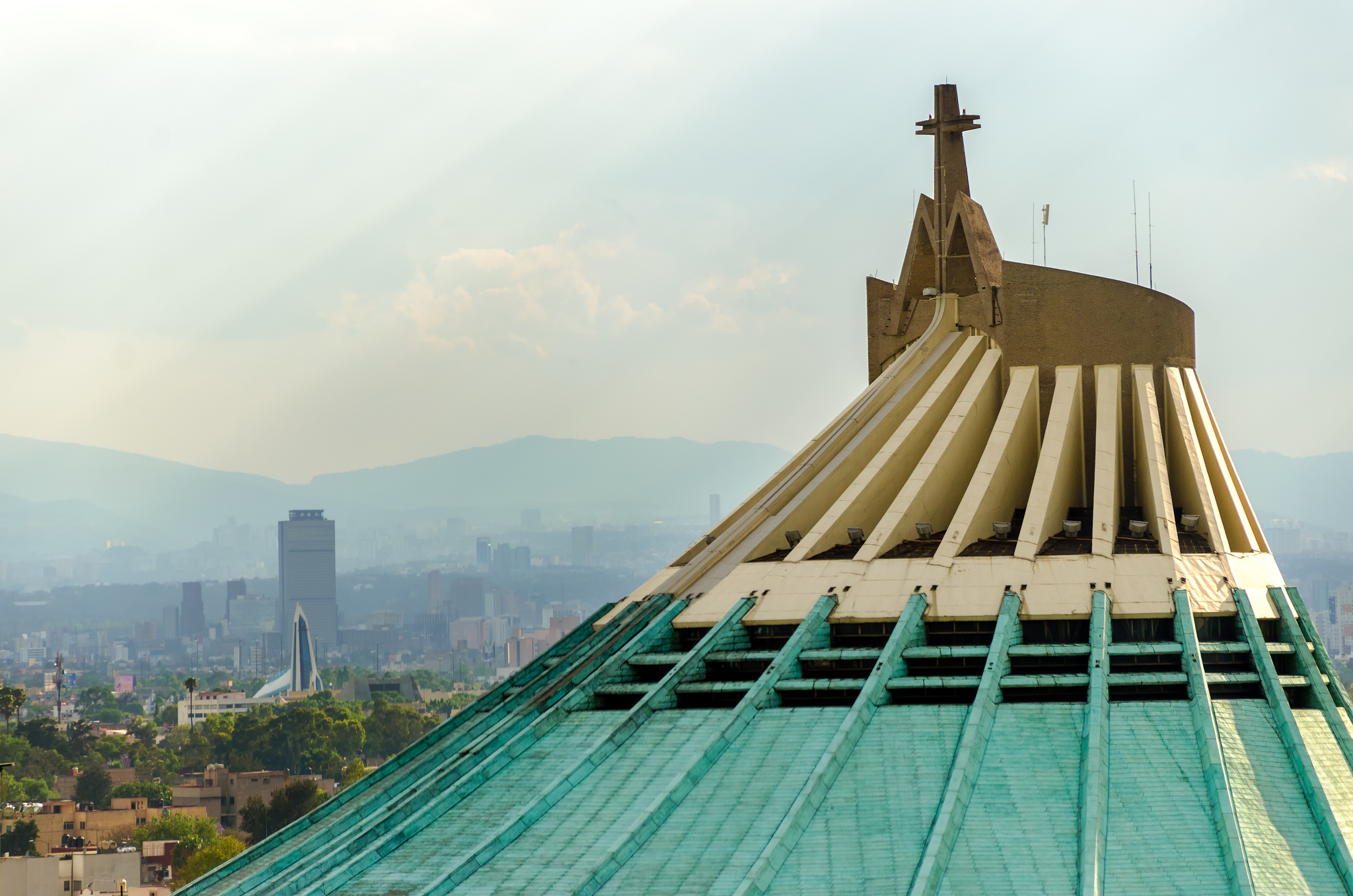
Sommet du toit, avec la monogramme de Marie, et la croix.

Il y a sept portes à l'avant du bâtiment où se trouve également une chapelle ouverte, à partir de laquelle il est possible de célébrer la messe avec les personnes présentes dans l'atrium. Au-dessus de l'entrée se trouve une croix monumentale. Un monogramme de Marie (un grand M), surplombé par une croix est installée au sommet du toit. Pour éviter la nidification de volatiles un dispositif spécifique, conçu par l'ingénieur Manuel González Flores, a été mis en place.
L'autel, en marbre, d'une couleur tranchant avec la couleur des murs, a pour but de « mettre en valeur » cette partie de l'église.
À l'intérieur de l'église, 10 000 personnes peuvent trouver place dans la partie centrale et dans les neuf chapelles de l'étage supérieur, qui peuvent éventuellement être aménagées pour des cérémonies autres que celle se déroulant dans la partie principale de l'église. Depuis la chapelle ouverte située au deuxième étage, qui conduit à l’atrium, le nombre des participants est porté à 50 000. Dans le sous-sol de la basilique se trouvent les cryptes, avec plus de 15 000 niches et 10 chapelles pour se souvenir des morts qui y reposent. 100 000 personnes peuvent prendre place sur le parvis extérieur. Le bâtiment est construit en béton armé pour la structure. Son toit, en tôle de cuivre, s'est oxydé au cours des ans, lui donnant une couleur verte caractéristique.
L'église est équipée d'un orgue monumental de 11 000 tuyaux construit par Casavant (situé à droite de l'autel).
Une représentation en relief de l'image de la Vierge est réalisée afin de permettre aux personnes non-voyantes ou mal-voyantes de « voir » la Vierge de Guadalupe. Cette sculpture est accompagnée d'un texte en braille permettant de transmettre au pèlerin le « message d'amour de la Vierge pour lui ».

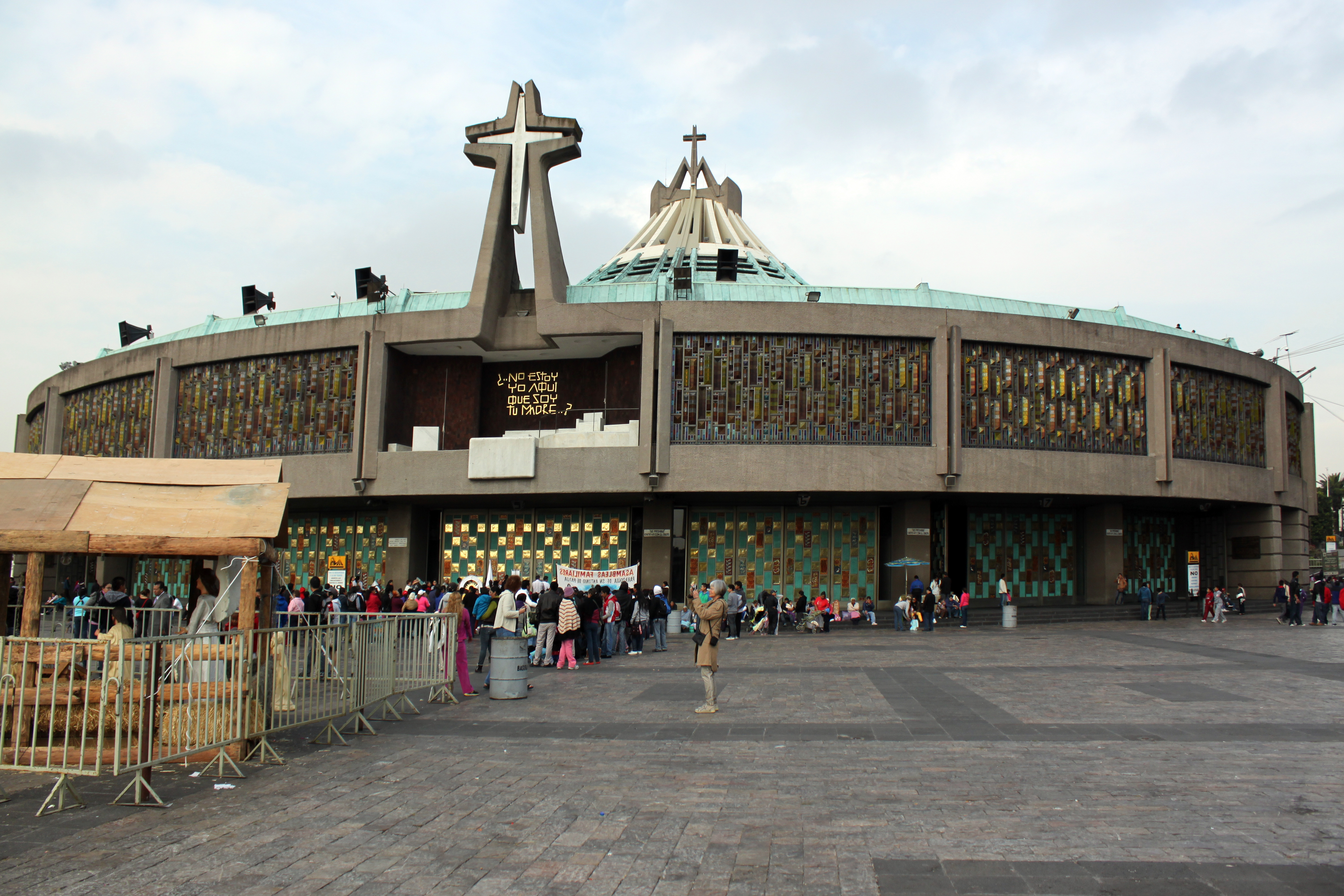
L'entrée de la basilique, surmontée de la grande croix.
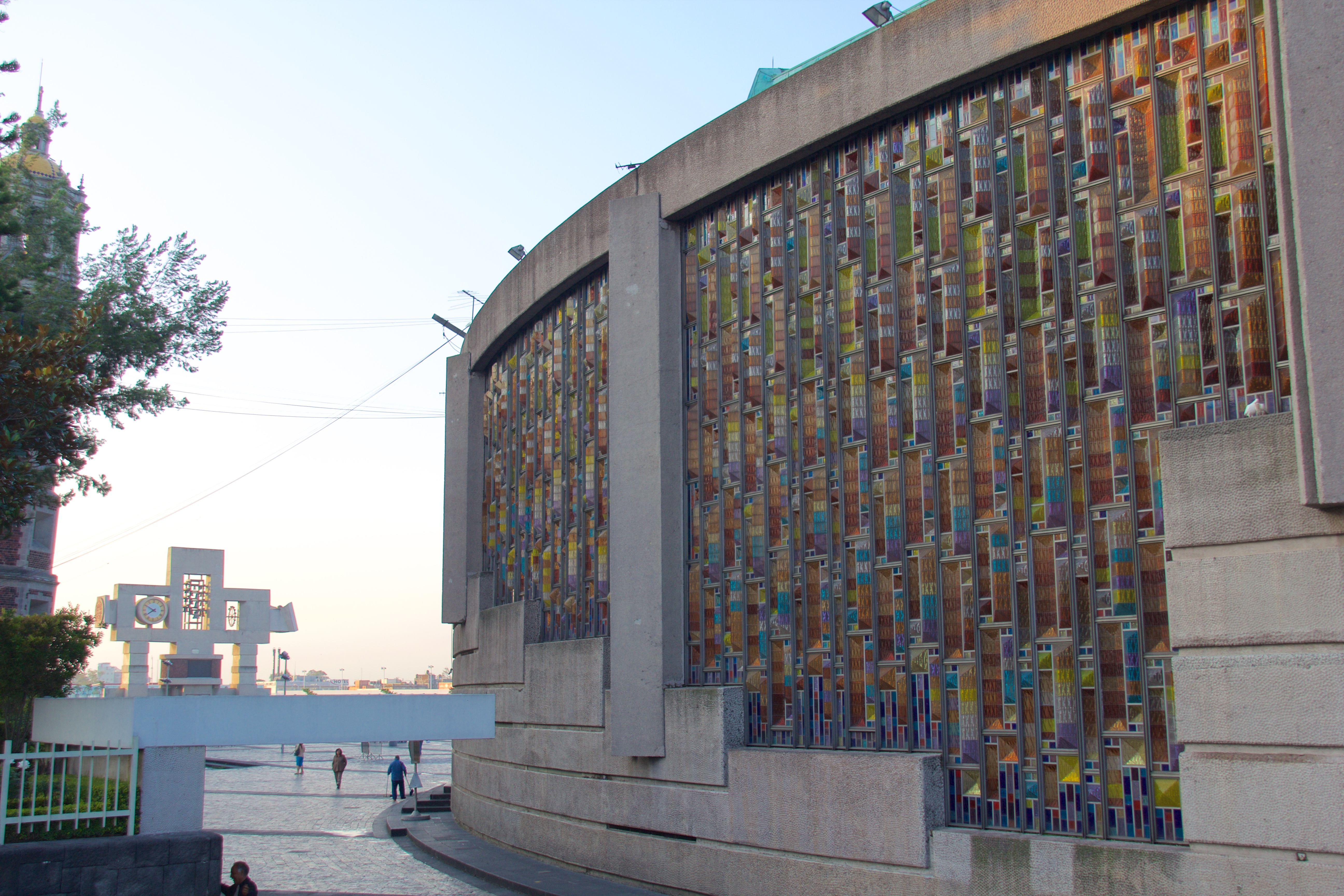
Les vitraux, vus de l'extérieur.
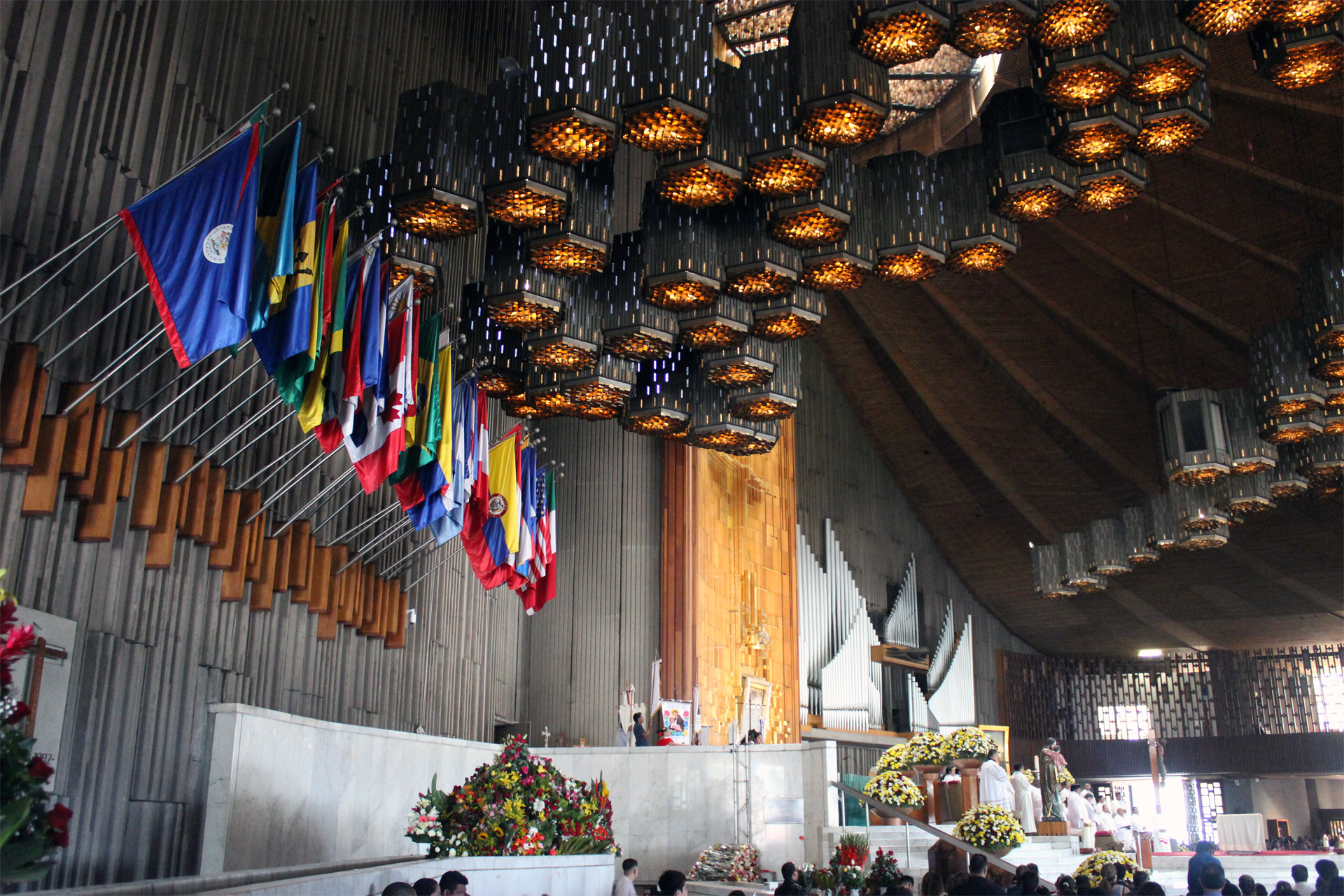
Les drapeaux de toutes les nations américaines à gauche de l'autel.
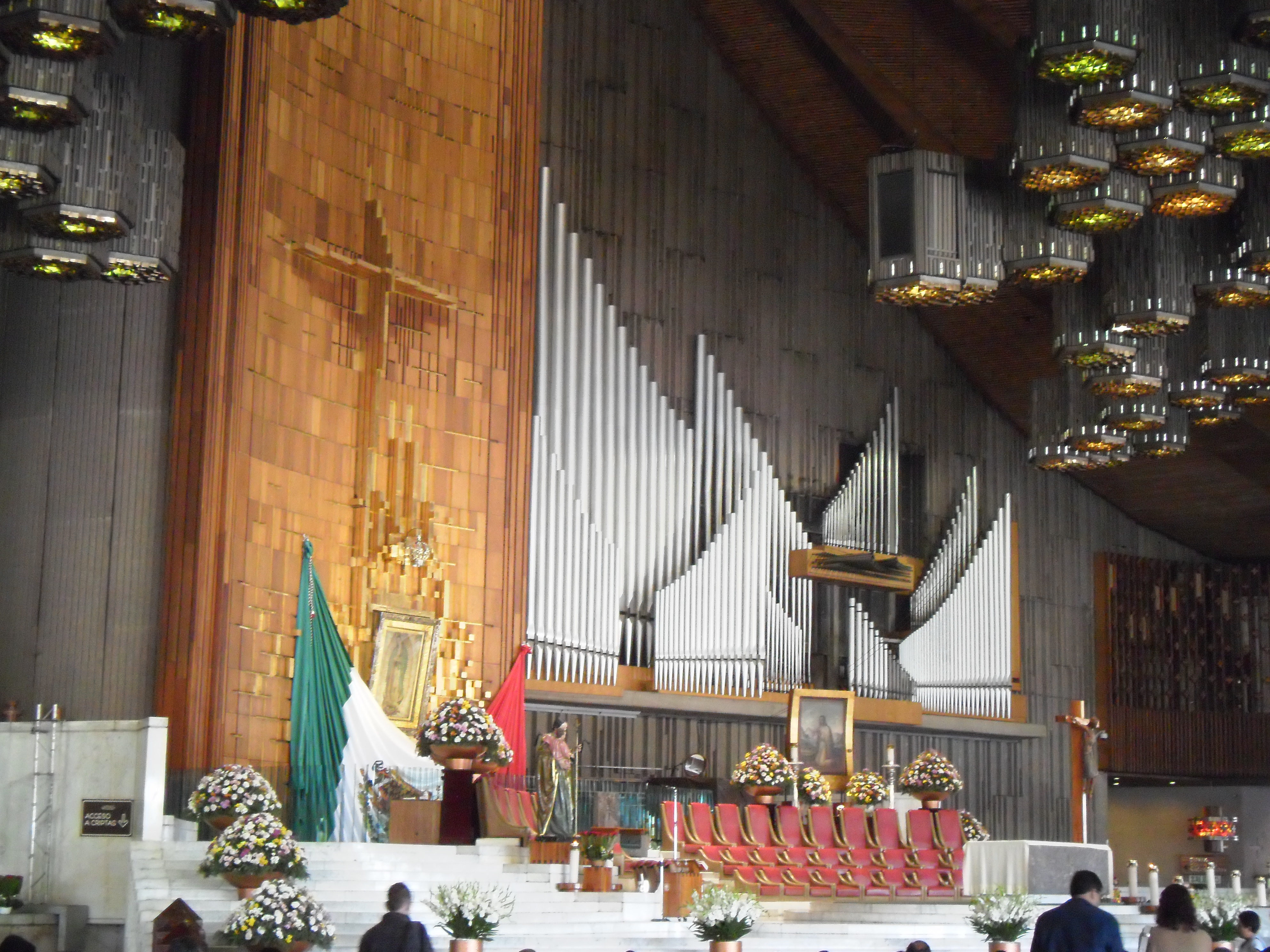
L'orgue monumental à droite de l'autel.
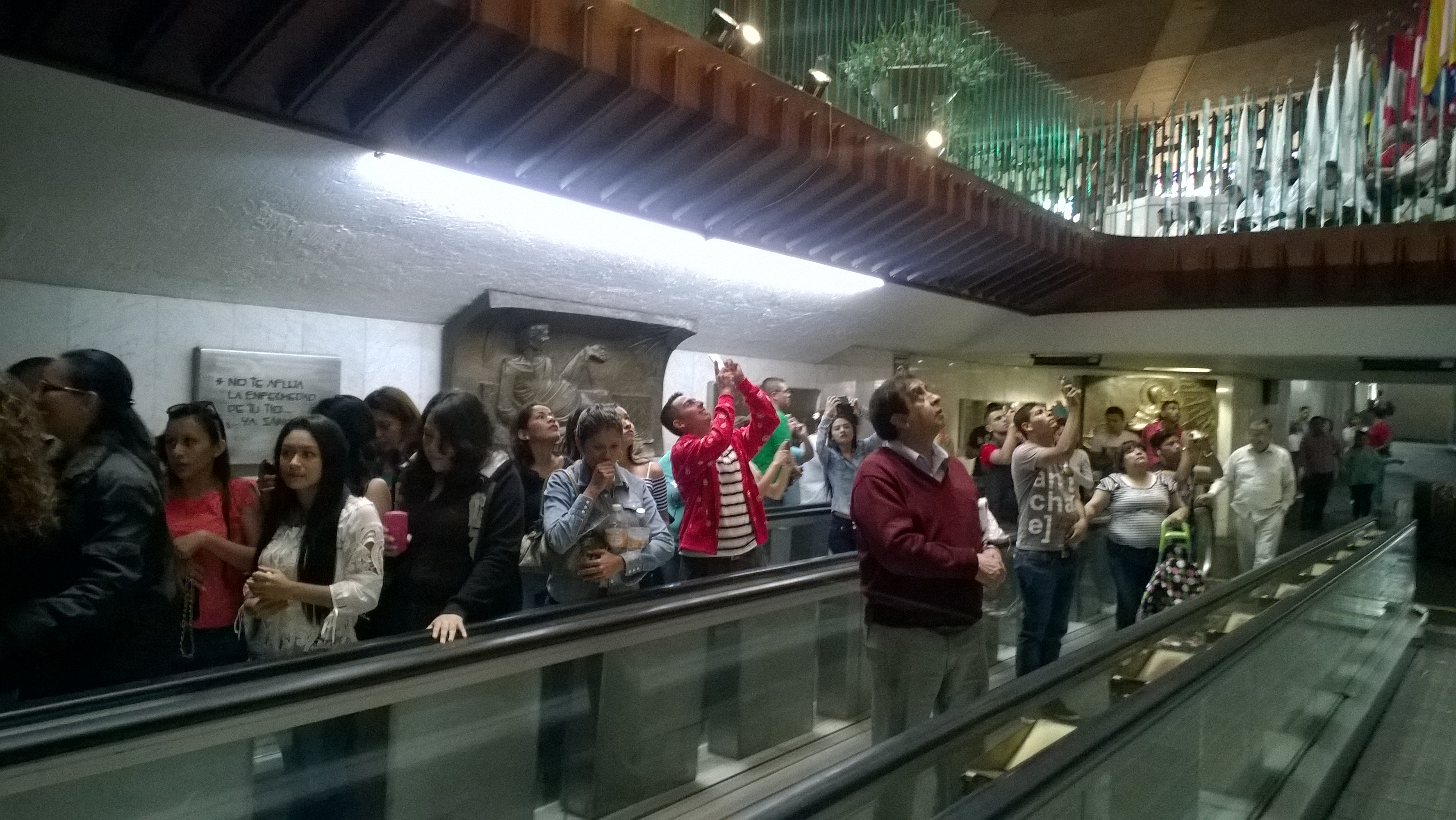
Le système de tapis roulants situés sous l'autel (pour voir l'image sacrée).
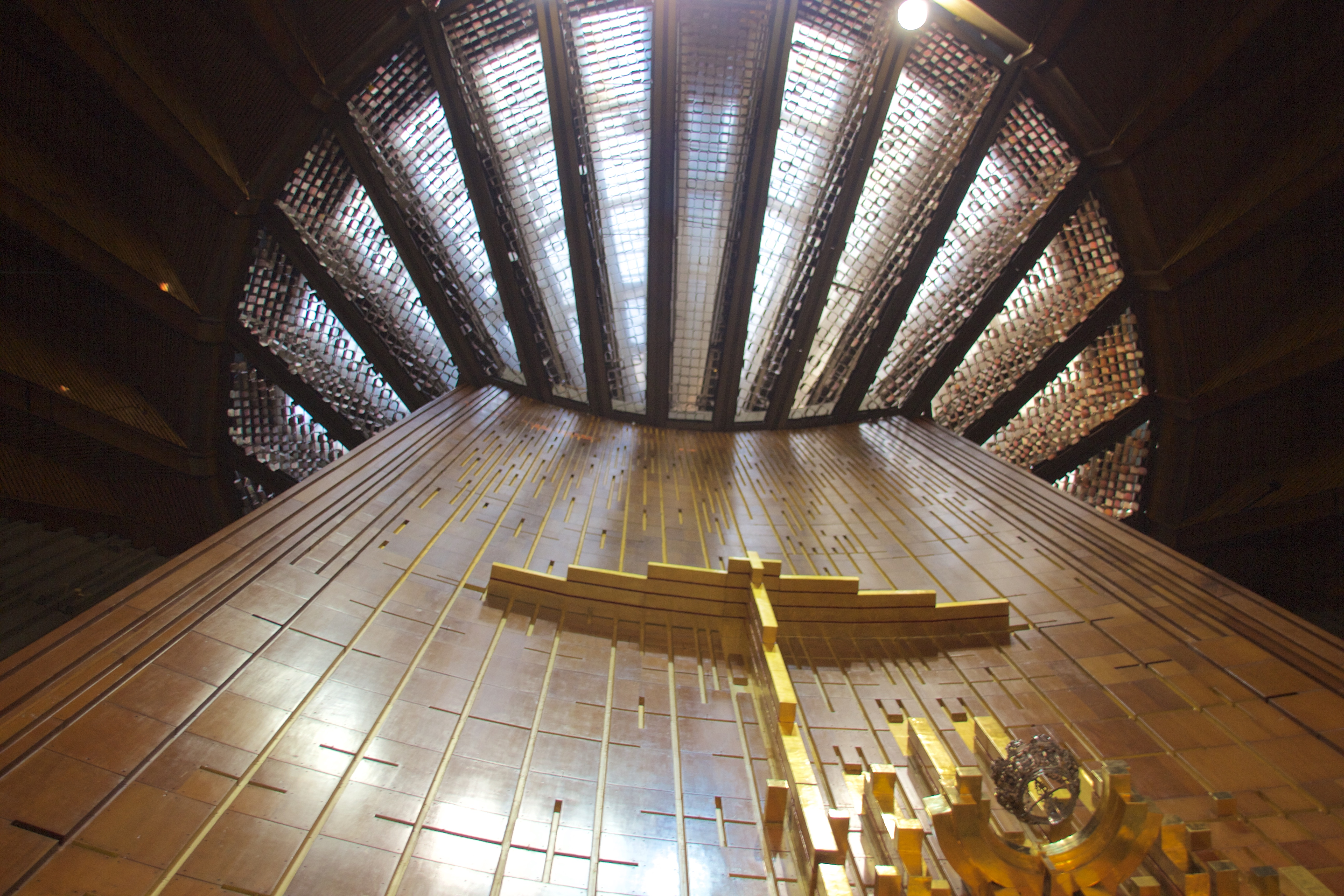
Puits de lumière au-dessus de l'autel.
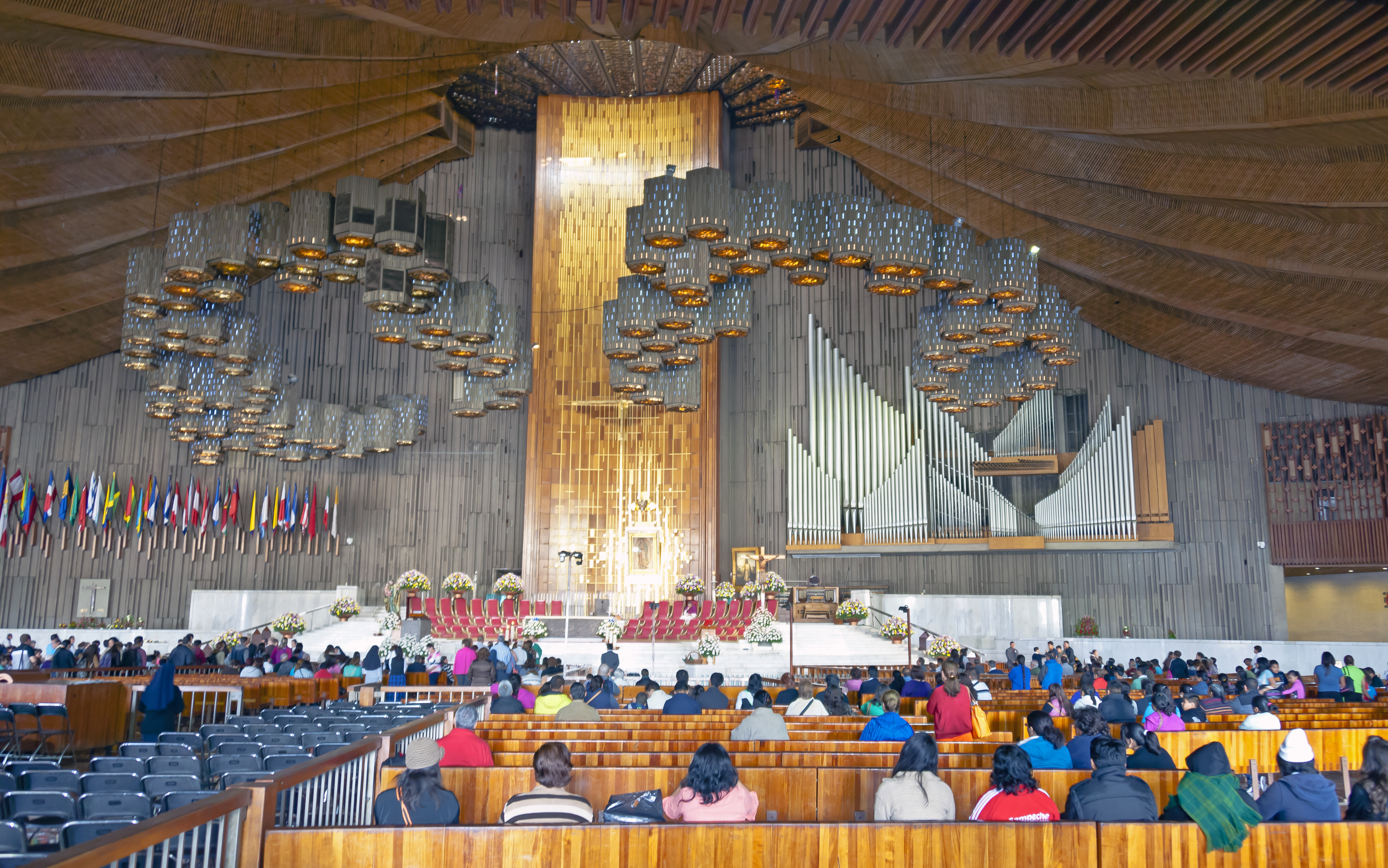
Célébration d'une messe en juillet 2015.

## Source
- (es) Cet article est partiellement ou en totalité issu de l’article de Wikipédia en espagnol intitulé « Basílica de Santa María de Guadalupe » (voir la liste des auteurs).